# San Rafael, Ensenada
San Rafael är en ort i Mexiko.   Den ligger i kommunen Ensenada och delstaten Baja California, i den nordvästra delen av landet, 2 200 km nordväst om huvudstaden Mexico City. San Rafael ligger 215 meter över havet och antalet invånare är 814.
Terrängen runt San Rafael är huvudsakligen kuperad, men åt sydväst är den platt. Runt San Rafael är det glesbefolkat, med 8 invånare per kvadratkilometer. Närmaste större samhälle är Ensenada, 5,9 km sydväst om San Rafael. Omgivningarna runt San Rafael är i huvudsak ett öppet busklandskap.